# Zach Auguste
Zachary Elias Auguste, detto Zach (Cambridge, 8 luglio 1993), è un cestista statunitense con cittadinanza greca.

## Statistiche

### College
| Anno      | Squadra             | PG  | PT | MP   | TC%  | 3P% | TL%  | RP   | AP  | PRP | SP  | PP   |
| --------- | ------------------- | --- | -- | ---- | ---- | --- | ---- | ---- | --- | --- | --- | ---- |
| 2012-2013 | Notre Dame F. Irish | 25  | 0  | 10,7 | 52,0 | -   | 68,2 | 2,7  | 0,2 | 0,4 | 0,5 | 3,7  |
| 2013-2014 | Notre Dame F. Irish | 30  | 13 | 16,3 | 50,9 | -   | 48,3 | 4,3  | 0,3 | 0,4 | 0,4 | 6,7  |
| 2014-2015 | Notre Dame F. Irish | 37  | 36 | 24,4 | 61,9 | -   | 63,6 | 6,5  | 0,8 | 0,7 | 0,7 | 12,9 |
| 2015-2016 | Notre Dame F. Irish | 36  | 36 | 29,6 | 56,0 | -   | 62,8 | 10,7 | 1,1 | 0,6 | 1,1 | 14,0 |
| Carriera  | Carriera            | 128 | 85 | 21,3 | 56,7 | 0,0 | 61,3 | 6,4  | 0,6 | 0,5 | 0,7 | 10,0 |

### Eurolega
| Anno      | Squadra       | PG | PT | MP   | TC%  | 3P% | TL%  | RP  | AP  | PRP | SP  | PP  |
| --------- | ------------- | -- | -- | ---- | ---- | --- | ---- | --- | --- | --- | --- | --- |
| 2017-2018 | Panathīnaïkos | 14 | 1  | 5,8  | 62,5 | -   | 11,1 | 1,4 | 0,1 | 0,2 | 0,2 | 1,5 |
| 2020-2021 | Panathīnaïkos | 21 | 7  | 10,4 | 67,2 | 100 | 53,3 | 2,3 | 0,4 | 0,6 | 0,1 | 4,6 |
| Carriera  | Carriera      | 35 | 8  | 8,5  | 66,7 | 100 | 43,6 | 1,9 | 0,3 | 0,4 | 0,1 | 3,4 |

### Eurocup
| Anno      | Squadra           | PG | PT | MP   | TC%  | 3P%  | TL%  | RP  | AP  | PRP | SP  | PP   |
| --------- | ----------------- | -- | -- | ---- | ---- | ---- | ---- | --- | --- | --- | --- | ---- |
| 2018-2019 | Galatasaray       | 10 | 10 | 21,5 | 57,3 | -    | 57,1 | 7,0 | 1,1 | 0,6 | 0,8 | 11,4 |
| 2019-2020 | Galatasaray       | 16 | 15 | 25,3 | 68,8 | 0,0  | 50,0 | 7,1 | 0,9 | 1,2 | 0,8 | 13,4 |
| 2021-2022 | Cedevita Olimpija | 20 | 5  | 18,5 | 68,2 | 33,3 | 46,3 | 5,0 | 1,0 | 0,4 | 0,4 | 8,6  |
| 2022-2023 | Bursaspor         | 17 | 15 | 25,6 | 59,7 | 7,7  | 54,2 | 7,4 | 1,8 | 1,3 | 1,0 | 12,8 |
| Carriera  | Carriera          | 63 | 45 | 22,6 | 63,7 | 15,0 | 51,4 | 6,5 | 1,2 | 0,9 | 0,7 | 11,4 |

## Palmarès
- Campionato greco: 2

Panathīnaïkos: 2017-18, 2020-21
- Coppa di Grecia: 1

Panathīnaïkos: 2020-21
- Coppa di Slovenia: 1

Cedevita Olimpija: 2022
- Supercoppa slovena: 1

Cedevita Olimpija: 2021